# Casa Călăului din Cluj-Napoca
Casa Călăului din Cluj-Napoca a fost o clădire din secolul al XVI-lea, situată pe actuala stradă Avram Iancu nr. 21, despre care legendele Clujului afirmă că ar fi fost locuită de un călău al Clujului medieval. 

## Istoric
Există mai multe legende pe această temă: unele spun că această clădire ar fi fost locuința călăilor Clujului. Altele afirmă că aici ar fi locuit un călău venit de pe alte meleaguri, care după ce nu s-a mai ocupat cu această activitate s-ar fi retras în urbea clujeană. Cuprins de remușcări față de cei pe care i-a decapitat, fostul călău s-ar fi ocupat până la sfârșitul vieții de acțiuni caritabile. 
Nu se știe dacă aceste mituri au fost reale. Cert este faptul că edificiul se afla lipit de vechiul zid al cetății, dar în exteriorul cetății. Iar casa în care ar fi locuit un călău al orașului nu putea fi în afara zidurilor cetății. 
Așadar rămâne mai probabilă cea de-a doua legendă, în care un călău s-ar fi retras aici. Este posibil, însă, și ca asocierea dintre clădire și călău să fi fost făcută și datorită faptului că în zona aceea locuiau multe persoane cu venituri mici, care se ocupau, în genere, cu o astfel de activitate.
În 2002 clădirea a fost distrusă aproape în totalitate, în urma unui incendiu.